# Museu Torres García

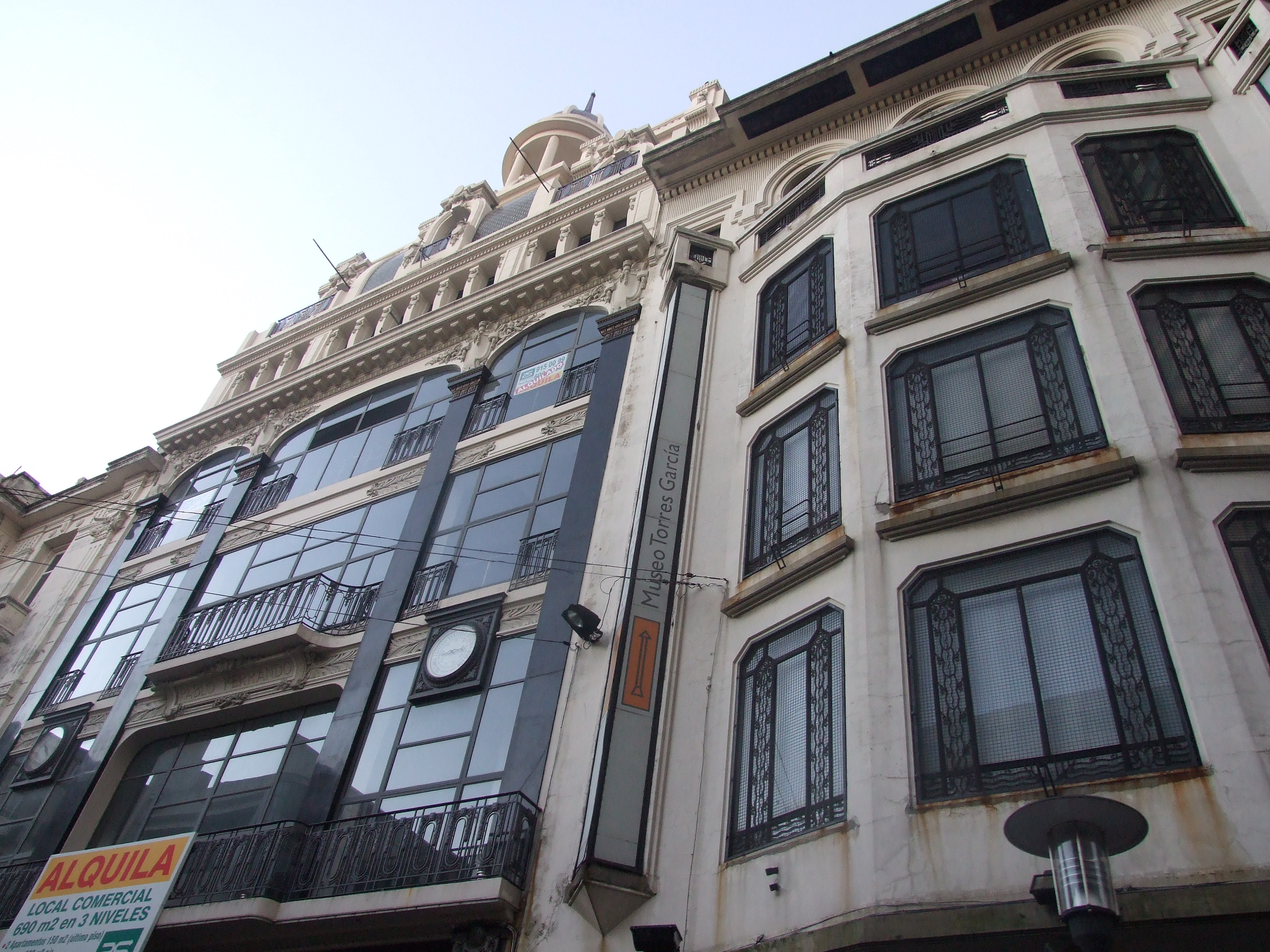
Museu Torres García, em Montevidéu.

O Museu Torres García (espanhol: Museo Torres García) é um museu localizado na Ciudad Vieja, em Montevidéu, Uruguai. Foi nomeado em homenagem ao famoso pintor uruguaio Joaquín Torres García e foi fundado em 1949, logo após a sua morte. Desde 1990, está no local atual.

## História
"Após a morte de Joaquín Torres García em 1949, seus familiares e pessoas próximas, liderados por Manolita Piña, sua viúva, decidiram criar um museu que continha o legado do mestre, tanto obras de arte como documentais.
Em 28 de julho de 1955, inaugurou o Museu Torres García em um local cedido pela Intendência de Montevidéu na Avenida 18 de Julho 1903. Em 1967, mudou-se para o subsolo do Ateneo de Montevidéu, sede da Taller Torres García, onde operou até 1975, e permaneceu sem sede até o final do período da ditadura cívico-militar no Uruguai.
Em 1978, uma grande retrospectiva do trabalho de Torres-García estava montada no Brasil, o Museu de Arte Moderna do Rio de Janeiro realizava a exposição temporária "Geometria sensível" com 80 telas do pintor. Fatidicamente o prédio do museu incendiou-se completamente durante a madrugada do dia 8 de julho, e dos quadros do pintor uruguaio nada sobrou. A perda representou 90% do que o artista produzira e quase gerou um incidente diplomático. O Museu Torres-García em Montevidéu exibe atualmente réplicas fotográficas de seus trabalhos. Junto com as obras de Torres-Garcia, queimaram no incêndio irreversivelmente telas de Pablo Picasso, Joan Miró, René Magritte e de todos os artistas brasileiros representativos na época, como Di Cavalcanti e Candido Portinari. Um desastre sem precedentes na história das grandes coleções de artes plásticas, Somente nos anos 90 as instituições internacionais voltaram a confiar no Brasil para receber mostras de grande porte.
Em 1986, a Fundação Torres García foi criada, presidida pela viúva do artista e com a participação de seus filhos Augusto e Olimpia. Através de um acordo com a Generalidade da Catalunha e o Estado Uruguaio, foi possível reabrir o museu. Desde 1990, está em sua localização atual, um prédio art decó de cinco andares sobre o Peatonal Sarandi em Montevidéu. Este mesmo edifício foi construído para sediar o Bazar Broqua & Scholberg, importante casa de armas e variedades importadas, que lá operou desde a década de 1920 até 1975, e carrega importante valor histórico dada sua arquitetura e localização privilegiada.
A filha mais velha do pintor, Olimpia Torres Piña, foi presidente da fundação até o seu falecimento, em 2007."